# Biomeigenia auripollinosa
Biomeigenia auripollinosa là một loài ruồi trong họ Tachinidae.